# Meanderbrug
De Meanderbrug is een fiets- en voetgangersbrug over de Greenportlane (N295) tussen het noordelijk en het zuidelijk deel van het industriepark Trade Port Noord in Heierhoeve in de Nederlandse gemeente Venlo.
De brug is aangelegd in opdracht van de provincie Limburg samen met het ontwikkelbedrijf Greenport Venlo. Er lag voordien geen veilige oversteek over deze 80-km-weg, waardoor fietsers een flink stuk moesten omrijden.
De brug is in december 2019 in gebruik genomen. Qua vormgeving slingert de brug als het ware over de N295. Hij buigt eerst af naar rechts en daarna naar links, als een meander, wat de naam van de brug verklaart.
's Nachts is de brug herkenbaar door groene ledverlichting aan de houten brugleuning, en oranje ledverlichting op het fietspad.